# Monument sur le quai
Le Monument sur le quai (en serbe cyrillique : Споменик на Кеју ; en serbe latin : Spomenik na Keju) est une sculpture mémorielle située à Novi Sad, la capitale de la province de Voïvodine, en Serbie. Elle est inscrite sur la liste des sites mémoriels de grande importance de la République de Serbie (n° d'identifiant ZM 30),.
Le monument est également connu comme le « Monument aux victimes du raid », le « Monument aux victimes du fascisme » ou encore « La Famille ». Il est situé sur le Sunčani kej, le « quai du Soleil », au bord du Danube.

## Présentation

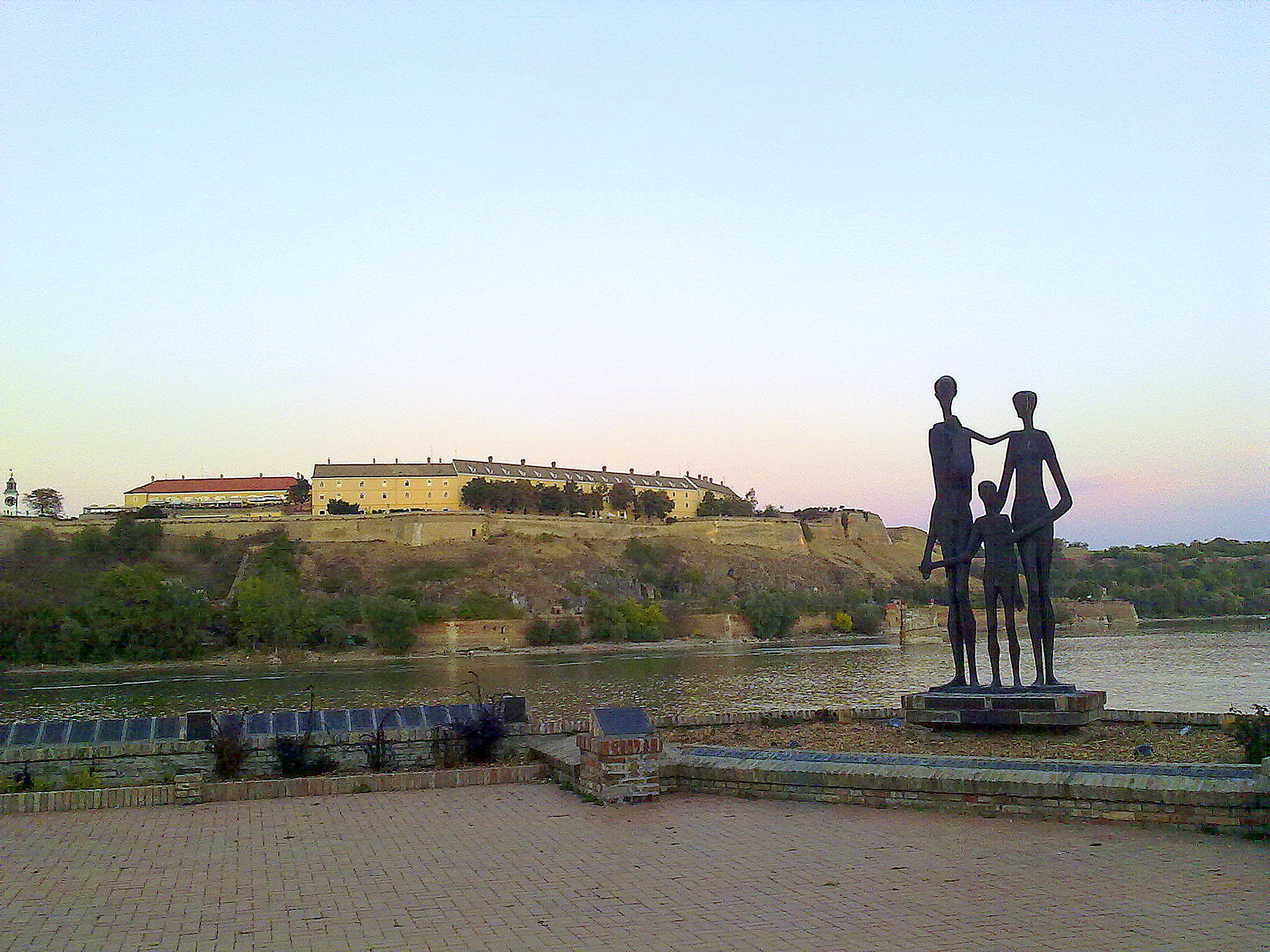
Vue plus générale du monument

Le monument est situé à l'emplacement où, du 21 au 22 janvier 1942, s'est déroulé le raid de janvier (en serbe : januarska racija), organisé par l'occupant hongrois ; un millier de citoyens de Novi Sad y furent alors exécutés en masse,.
La composition en bronze, intitulée La Famille, haute de 4 m, honore toutes les victimes de la Seconde Guerre mondiale de 1941 à 1945. L'œuvre est due au sculpteur Jovan Soldatović et a été dévoilée en 1971. Au début de l'année 1992, elle a été complétée par 78 panneaux en bronze, créés par le même sculpteur ; sur quatre d'entre elles figurent en serbe (3 plaques) et en hébreu (1 plaque) des informations sur l'événement de 1942 ; sur 66 plaques figure une liste des victimes ; entre les plaques se trouvent 4 autres plaques portant une étoile de David, 2 plaques avec des croix et une plaque avec une croix serbe.

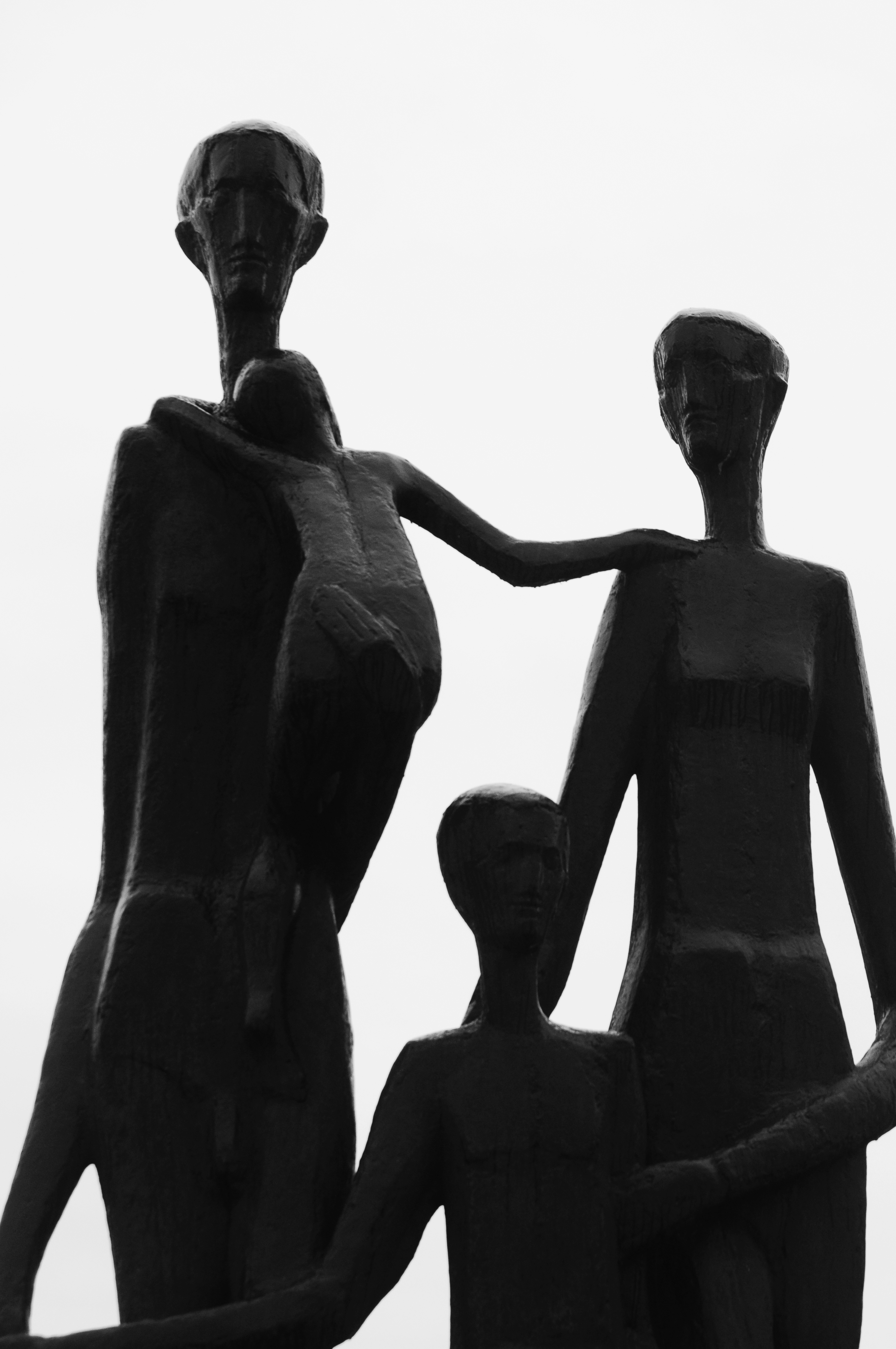
Autre vue du monument

Le monument a été restauré en 2004.